# Esporte Clube Produtos Cachoeira
O Esporte Clube Produtos Cachoeira foi um clube brasileiro de futebol da cidade de Itu.
A equipe foi fundada em 1961 e disputou apenas uma edição do Campeonato Paulista da Terceira Divisão, em 1963. O escudo e o uniforme do time foram inspirados na Seleção Brasileira.

## Participações em estaduais
- Terceira Divisão (atual B) = 1 (uma)

- 1963